# Гремучий Ключ (Кужбахтинский сельсовет)
Гремучий Ключ (баш. Гремучий Ключ) — деревня в Илишевском районе Республики Башкортостан Российской Федерации. Входит в состав Кужбахтинского сельсовета.

## География

### Географическое положение
Расстояние до:
- районного центра (Верхнеяркеево): 28 км,
- центра сельсовета (Тазеево): 5 км,
- ближайшей ж/д станции (Буздяк): 135 км.

## Население
| 2002 | 2009 | 2010 |
| ---- | ---- | ---- |
| 120  | ↘102 | ↘101 |